# آنتساپانیماهازو
آنتساپانیماهازو (به لاتین: Antsapanimahazo) یک منطقهٔ مسکونی در ماداگاسکار است که در ناحیه فاراتسیهو واقع شده‌است. آنتساپانیماهازو ۱۸٬۰۰۰ نفر جمعیت دارد.